# 第73回国民体育大会サッカー競技
第73回国民体育大会サッカー競技（だい73かいこくみんたいいくたいかいサッカーきょうぎ）は、2018年9月30日から10月4日に福井県で開催された第73回国民体育大会(福井しあわせ元気国体）のサッカー競技である。

## レギュレーション
今大会から試合方式が一部変更となり、決勝戦以外は延長戦を行わない方式となった。
- 各チームの選手編成に当たっては以下の要件を満たすこと。なお、出場都道府県については「ふるさと選手制度」を適用できる。
  - 成年男子：2001年12月31日以前に生まれた者15名。ただし、高校2・3年生の登録人数は5名以内。
  - 女子：2004年4月1日以前に生まれた者（中学3年生を含む）15名。
  - 少年男子：2001年1月1日から2004年4月1日までの間に生まれた者（中学3年生を含む）16名。

以下は成年男子・女子・少年男子共通
- 監督は日本サッカー協会指導者ライセンスのうち公認S級・公認A級・公認B級のいずれかを保有すること。なお、成年男子及び女子の監督は、選手を兼ねることができる。
- 試合は70分（35分ハーフ）で、選手交代は5人まで可能。
- 前後半終了後同点の場合は決勝戦以外はPK戦で勝者を決める。決勝戦のみ20分間（10分ハーフ）の延長戦を行い、なお決しないときはPK戦を行う。
- 警告の累積2回で次戦出場停止。ただし、準決勝終了時に警告の累積はリセットされる。

## 試合会場
すべて坂井市に所在。
- テクノポート福井総合公園スタジアム
- テクノポート福井総合公園芝生広場
- 三国運動公園陸上競技場
- 三国運動公園人工芝グラウンド
- 丸岡スポーツランドサッカー場
- 丸岡スポーツランド人工芝グラウンド北コート
- 丸岡スポーツランド人工芝グラウンド南コート

## 試合結果

### 成年男子

#### 1回戦
| 2018年9月30日                            | 栃木県 | 0 - 0 (3 - 4 PK戦)                         | 福井県 | テクノポート福井総合公園 スタジアム |  |
| 9:00                                     |        | 公式記録 (PDF)                             |        | 観客数: 583人 主審: 西村幹也        |  |
|                                          |        | PK戦                                       |        |                                     |  |
| 岩渕裕人 石堂圭太 守田創 若林学 田中大貴 |        | 松尾篤 木村魁人 山田雄太 木村健佑 蔵田岬平 |        |                                     |  |

| 2018年9月30日                                | 島根県                        | 2 - 2 (5 - 4 PK戦)                           | 長野県                          | 三国運動公園 人工芝グラウンド |  |
| 9:00                                         | 酒井達磨 27分 · 宮内寛斗 40分 | 公式記録 (PDF)                               | 岡田孝徳 11分 · 喜屋武聖矢 38分 | 観客数: 280人 主審: 勝部健    |  |
|                                              |                               | PK戦                                         |                                 |                               |  |
| 酒井達磨 長谷川翔平 宮内寛斗 磯江太勢 長谷優 |                               | 喜屋武聖矢 塩沢勝吾 近藤教文 仲啓輔 室﨑雄斗 |                                 |                               |  |

| 2018年9月30日 | 三重県        | 1 - 0          | 北海道 | 丸岡スポーツランド 人工芝グラウンド北コート |  |
| 9:00          | 藤牧祥吾 65分 | 公式記録 (PDF) |        | 観客数: 60人 主審: 横山卓哉                 |  |

| 2018年9月30日 | 山口県 | 0 - 1          | 徳島県          | 丸岡スポーツランド 人工芝グラウンド南コート |  |
| 08:59         |        | 公式記録 (PDF) | 廣井隼人 70+3分 | 観客数: 75人 主審: 廣瀬成昭                 |  |

| 2018年9月30日                                | 大分県 | 0 - 0 (4 - 2 PK戦)                  | 秋田県 | テクノポート福井総合公園 スタジアム |  |
| 11:05                                        |        | 公式記録 (PDF)                      |        | 観客数: 102人 主審: 宇治原拓也      |  |
|                                              |        | PK戦                                |        |                                     |  |
| 篠原宏仁 清水大輔 福島新太 坂本和哉 利根瑠偉 |        | 鎌田一平 鈴木泰裕 菅原一成 目黒貴大 |        |                                     |  |

| 2018年9月30日 | 和歌山県 | 0 - 1          | 東京都        | 三国運動公園 人工芝グラウンド |  |
| 11:05         |          | 公式記録 (PDF) | 川越勇治 42分 | 観客数: 186人 主審: 松尾明徳  |  |

| 2018年9月30日                                                                                                 | 静岡県        | 1 - 1 (10 - 11 PK戦)                                                                                                  | 宮崎県        | 丸岡スポーツランド 人工芝グラウンド北コート |  |
| 11:00 | 高橋祐樹 12分 | 公式記録 (PDF) | 中村健志 39分 | 観客数: 110人 主審: 宇田川恭弘              |  |
| |               | PK戦 |               |                                             |  |
| 原口祐次郎 鈴木侃太 鈴木貴也 金原唯斗 深澤裕輝 高橋祐樹 畑直樹 和田直己 登崎雅貴 大村海太 髙村弘尚 原口祐次郎 |               | 諏訪園良平 長谷川雄志 肝付将臣 宇津元伸弥 村尾龍矢 井原伸太郎 古垣秀晃 近藤貴耶 北村知也 前田椋介 中村健志 諏訪園良平 |               |                                             |  |

| 2018年9月30日 | 鹿児島県 | 0 - 1          | 岩手県        | 丸岡スポーツランド 人工芝グラウンド南コート |  |
| 11:00         |          | 公式記録 (PDF) | 久保拓夢 39分 | 観客数: 58人 主審: 清水拓                   |  |

#### 準々決勝
| 2018年10月1日 | 福井県        | 1 - 0          | 島根県 | テクノポート福井総合公園 スタジアム |  |
| 10:00         | 木村魁人 65分 | 公式記録 (PDF) |        | 観客数: 662人 主審: 上田隆生        |  |

| 2018年10月1日 | 三重県                                                       | 4 - 0          | 徳島県 | テクノポート福井総合公園 スタジアム |  |
| 12:00         | 塩見仁 7分 · 飯嶋隼人 22分 · 平信翔太 66分 · 蓮沼翔太 70+1分 | 公式記録 (PDF) |        | 観客数: 75人 主審: 竹長泰彦         |  |

| 2018年10月1日 | 大分県 | 0 - 2          | 東京都                        | テクノポート福井総合公園 スタジアム |  |
| 14:00         |        | 公式記録 (PDF) | 飯島秀教 16分 · 川越勇治 38分 | 観客数: 738人 主審: 國吉真吾        |  |

| 2018年10月1日 | 宮崎県                        | 2 - 0          | 岩手県 | テクノポート福井総合公園 芝生広場 |  |
| 14:00         | 肝付将臣 60分 · 藤岡浩介 63分 | 公式記録 (PDF) |        | 観客数: 45人 主審: 鹿島裕史       |  |

#### 準決勝
| 2018年10月2日                              | 福井県        | 1 - 1 (5 - 3 PK戦)              | 三重県        | テクノポート福井総合公園 スタジアム |  |
| 11:00                                      | 石塚功志 23分 | 公式記録 (PDF)                  | 野垣内俊 57分 | 観客数: 492人 主審: 清水勇人        |  |
|                                            |               | PK戦                            |               |                                     |  |
| 松尾篤 吉田旭陽 山田雄太 植田峻佑 木村健佑 |               | 森優也 稲森睦 野垣内俊 高田祥生 |               |                                     |  |

| 2018年10月2日 | 東京都                                          | 3 - 2          | 宮崎県                        | テクノポート福井総合公園 スタジアム |  |
| 13:15         | 附木雄也 59分 · 平尾柊人 68分 · 伊藤光輝 70+2分 | 公式記録 (PDF) | 藤岡浩介 12分 · 北村知也 43分 | 観客数: 167人 主審: 西村幹也        |  |

#### 3位決定戦
| 2018年10月3日 | 三重県      | 1 - 2          | 宮崎県                        | テクノポート福井総合公園 スタジアム |  |
| 11:00         | 塩見仁 11分 | 公式記録 (PDF) | 北村知也 24分 · 近藤貴耶 70分 | 観客数: 149人 主審: 藤田優          |  |

#### 決勝
| #16 | 2018年10月3日 13:30 |

| 福井県              | 2 - 0          | 東京都 |
| 山田雄太 37分, 58分 | 公式記録 (PDF) |        |

| テクノポート福井総合公園 スタジアム 観客数: 1,914人 主審: 山口大輔 |

### 女子

#### 1回戦
| 2018年10月1日 | 千葉県                                            | 3 - 0          | 福岡県 | 丸岡スポーツランド 人工芝グラウンド北コート |  |
| 10:00         | 渕上野乃佳 35分 · 藤代真帆 68分 · 三橋明香 70+2分 | 公式記録 (PDF) |        | 観客数: 86人 主審: 髙橋早織                 |  |

| 2018年10月1日 | 広島県                              | 3 - 2          | 宮城県                       | 丸岡スポーツランド 人工芝グラウンド南コート |  |
| 10:01         | 万力安純 31分 · 高島絢音 44分, 61分 | 公式記録 (PDF) | 飯干絵里 6分 · 船木里奈 26分 | 観客数: 65人 主審: 朝倉みな子               |  |

| 2018年10月1日 | 福島県 | 0 - 3          | 岡山県                                | 丸岡スポーツランド 人工芝グラウンド北コート |  |
| 12:00         |        | 公式記録 (PDF) | 高塚綾音 12分, 17分 · 入口菜之花 22分 | 観客数: 71人 主審: 米村真由美               |  |

| 2018年10月1日                                       | 北海道    | 1 - 1 (5 - 6 PK戦)                                          | 鹿児島県      | 丸岡スポーツランド サッカー場  |  |
|                                                     | 29分 (OG) | 公式記録 (PDF)                                              | 山口千尋 41分 | 観客数: 599人 主審: 梶山芙紗子 |  |
|                                                     |           | PK戦                                                        |               |                                |  |
| 村上るみか 湊明穂 今中悠莉 柴田恵見 白山真衣 松山智 |           | 菊池まりあ 山口千尋 井之脇朱音 鵜木瑠南 園田悠奈 宮迫ふみか |               |                                |  |

| 2018年10月1日 | 静岡県 | 0 - 1          | 長野県        | 丸岡スポーツランド 人工芝グラウンド南コート |  |
| 12:00         |        | 公式記録 (PDF) | 西川明花 68分 | 観客数: 87人 主審: 的崎睦子                 |  |

| 2018年10月1日                            | 三重県 | 0 - 0 (5 - 3 PK戦)                    | 福井県 | 丸岡スポーツランド サッカー場 |  |
| 12:00                                    |        | 公式記録 (PDF)                        |        | 観客数: 481人 主審: 緒方実央  |  |
|                                          |        | PK戦                                  |        |                               |  |
| 杉田亜未 下條彩 作間琴莉 乃一綾 小川志保 |        | 有町紗央里 前田莉紗 小林和音 大橋怜果 |        |                               |  |

| 2018年10月1日 | 大分県 | 0 - 3          | 神奈川県                                       | 丸岡スポーツランド 人工芝グラウンド北コート |  |
| 14:00         |        | 公式記録 (PDF) | 堀良江 15分 (PK) · 大家梨緒 61分 · 松浦渚 70分 | 観客数: 104人 主審: 近藤恭子                |  |

| 2018年10月1日 | 大阪府                       | 2 - 3          | 愛媛県                            | 丸岡スポーツランド 人工芝グラウンド南コート |  |
| 14:00         | 持田なな 8分 · 水野蕗奈 48分 | 公式記録 (PDF) | 大矢歩 17分, 64分 · 上野真実 56分 | 観客数: 63人 主審: 柳村彩乃                 |  |

#### 準々決勝
| 2018年10月2日                              | 千葉県 | 0 - 0 (4 - 3 PK戦)                               | 広島県 | 丸岡スポーツランド 人工芝グラウンド北コート |  |
| 11:00                                      |        | 公式記録 (PDF)                                   |        | 観客数: 72人 主審: 柳村彩乃                 |  |
|                                            |        | PK戦                                             |        |                                             |  |
| 横山亜依 林香奈絵 吉田紫穂 三橋明香 小澤寛 |        | 足立英梨子 齋原みず稀 筬島彩佳 長野栞奈 中塚沙希 |        |                                             |  |

| 2018年10月2日 | 岡山県                            | 2 - 0          | 鹿児島県 | 丸岡スポーツランド 人工芝グラウンド南コート |  |
| 11:00         | 佐々木佑香 65分 · 入口菜之花 70分 | 公式記録 (PDF) |          | 観客数: 80人 主審: 近藤恭子                 |  |

| 2018年10月2日 | 長野県 | 0 - 5          | 三重県                                                  | 丸岡スポーツランド 人工芝グラウンド北コート |  |
| 13:10         |        | 公式記録 (PDF) | 杉田亜未 12分, 24分, 59分 · 下條彩 50分 · 作間琴莉 63分 | 観客数: 203人 主審: 米村真由美              |  |

| 2018年10月2日 | 神奈川県 | 0 - 2          | 愛媛県                       | 丸岡スポーツランド 人工芝グラウンド南コート |  |
| 13:00         |          | 公式記録 (PDF) | 西川早弓 9分 · 仲松叶実 59分 | 観客数: 178人 主審: 朝倉みな子              |  |

#### 準決勝
| 2018年10月3日                              | 千葉県      | 1 - 1 (2 - 3 PK戦)                  | 岡山県          | 丸岡スポーツランド サッカー場 |  |
| 11:00                                      | 小澤寛 41分 | 公式記録 (PDF)                      | 齊藤夏美 70+1分 | 観客数: 64人 主審: 緒方実央   |  |
|                                            |             | PK戦                                |                 |                               |  |
| 横山亜依 林香奈絵 小澤寛 三橋明香 藤代真帆 |             | 高塚綾音 田島光代 林萌々 入口菜之花 |                 |                               |  |

| 2018年10月3日 | 三重県                      | 2 - 1          | 愛媛県        | 丸岡スポーツランド サッカー場 |  |
| 13:05         | 作間琴莉 20分 · 下條彩 37分 | 公式記録 (PDF) | 上野真実 45分 | 観客数: 287人 主審: 髙橋早織  |  |

#### 3位決定戦
| 2018年10月4日 | 千葉県 | 0 - 2          | 愛媛県                          | 丸岡スポーツランド サッカー場 |  |
| 11:00         |        | 公式記録 (PDF) | 阿久根真奈 10分 · 上野真実 52分 | 観客数: 133人 主審: 的崎睦子  |  |

#### 決勝
| #16 | 2018年10月4日 13:30 |

| 岡山県 | 0 - 3          | 三重県                                        |
|        | 公式記録 (PDF) | 杉田亜未 33分 · 森仁美 39分 · 竹島加奈子 48分 |

| 丸岡スポーツランド サッカー場 観客数: 695人 主審: 梶山芙紗子 |

### 少年男子

#### 1回戦
| 2018年9月30日 | 千葉県                        | 2 - 0          | 京都府 | テクノポート福井総合公園 芝生広場 |  |
| 11:00         | 井上凱斗 15分 · 田村蒼生 58分 | 公式記録 (PDF) |        | 観客数: 147人 主審: 長峯滉希      |  |

| 2018年9月30日 | 徳島県                        | 2 - 1          | 福井県        | 丸岡スポーツランド サッカー場    |  |
| 11:00         | 紙元大翔 35分 · 前川泰聖 59分 | 公式記録 (PDF) | 小谷武哉 42分 | 観客数: 1,401人 主審: 植松健太朗 |  |

| 2018年9月30日 | 福岡県                             | 2 - 3          | 岐阜県                               | 丸岡スポーツランド サッカー場 |  |
| 9:00          | 佐藤聡史 27分 (PK) · 石井稜真 29分 | 公式記録 (PDF) | 13分 (OG), 18分 (OG) · 近藤慶一 53分 | 観客数: 478人 主審: 清水勇人  |  |

| 2018年9月30日 | 山形県        | 1 - 2          | 埼玉県                        | 三国運動公園 陸上競技場      |  |
| 9:00          | 情野依吹 42分 | 公式記録 (PDF) | 松村大也 20分 · 須藤直輝 67分 | 観客数: 122人 主審: 柳岡拓磨 |  |

| 2018年9月30日 | 茨城県      | 1 - 0          | 熊本県 | 三国運動公園 陸上競技場      |  |
| 11:00         | 石津快 42分 | 公式記録 (PDF) |        | 観客数: 120人 主審: 上原直人 |  |

| 2018年9月30日 | 鹿児島県 | 0 - 2          | 新潟県                        | テクノポート福井総合公園 芝生広場 |  |
| 9:00          |          | 公式記録 (PDF) | 田中克幸 29分 · 反町太郎 53分 | 観客数: 141人 主審: 小野裕太      |  |

| 2018年9月30日 | 兵庫県 | 0 - 3          | 山梨県                                        | テクノポート福井総合公園 芝生広場 |  |
| 13:00         |        | 公式記録 (PDF) | 米野智大 12分 · 星野佑弥 59分 · 山中琉聖 61分 | 観客数: 126人 主審: 船橋昭次      |  |

| 2018年9月30日                                         | 静岡県          | 1 - 1 (4 - 5 PK戦)                                  | 石川県        | 三国運動公園 陸上競技場    |  |
| 13:00                                                 | 小野田龍剛 59分 | 公式記録 (PDF)                                      | 駒沢直哉 60分 | 観客数: 120人 主審: 藤田優 |  |
|                                                       |                 | PK戦                                                |               |                            |  |
| 池端今汰 竹内洲人 花田耀祐 稲葉楽 小林篤毅 小野田龍剛 |                 | 宮本貫太 別宗裕太 安納透也 内山仁 駒沢直哉 小林大佑 |               |                            |  |

#### 2回戦
| 2018年10月1日 | 広島県                      | 2 - 3          | 佐賀県                                         | テクノポート福井総合公園 芝生広場 |  |
| 12:00         | 末次颯 10分 · 菅野翔斗 25分 | 公式記録 (PDF) | 相良竜之介 3分 · 秀島悠太 30分 · 田中禅 70+2分 | 観客数: 120人 主審: 西水流優一    |  |

| 2018年10月1日 | 千葉県                                        | 3 - 1          | 徳島県        | 三国運動公園 陸上競技場      |  |
| 12:00         | 田村蒼生 15分 · 揖斐俊斗 55分 · 齋藤騎斗 68分 | 公式記録 (PDF) | 川人太陽 42分 | 観客数: 209人 主審: 原田大輔 |  |

| 2018年10月1日 | 岐阜県 | 0 - 3          | 埼玉県                                        | 三国運動公園 人工芝グラウンド |  |
| 10:00         |        | 公式記録 (PDF) | 中山昂大 20分 · 盛嘉伊人 53分 · 須藤直輝 58分 | 観客数: 289人 主審: 大田智寛  |  |

| 2018年10月1日 | 愛媛県       | 1 - 3          | 福島県                               | テクノポート福井総合公園 芝生広場 |  |
| 10:00         | 奥田裕介 8分 | 公式記録 (PDF) | 佐々木成也 4分 · 石塚峻太 28分, 43分 | 観客数: 129人 主審: 山口大輔      |  |

| 2018年10月1日 | 青森県             | 1 - 0          | 北海道 | 三国運動公園 陸上競技場      |  |
| 10:00         | 安斎颯馬 28分 (PK) | 公式記録 (PDF) |        | 観客数: 186人 主審: 舟橋崇正 |  |

| 2018年10月1日 | 茨城県      | 1 - 0          | 新潟県 | 三国運動公園 人工芝グラウンド |  |
| 12:00         | 舩橋佑 19分 | 公式記録 (PDF) |        | 観客数: 230人 主審: 柳岡拓磨  |  |

| 2018年10月1日                                                                        | 山梨県        | 1 - 1 (5 - 6 PK戦)                                                             | 石川県        | 三国運動公園 陸上競技場      |  |
| 14:00                                                                                | 星野佑弥 62分 | 公式記録 (PDF)                                                                 | 宮本貫太 64分 | 観客数: 163人 主審: 松尾明徳 |  |
|                                                                                      |               | PK戦                                                                           |               |                              |  |
| 伊藤真都 五十嵐琉偉 小川嵩翔 星野佑弥 川野泰治 米野智大 吉田龍之佑 山中琉聖 及川青空 |               | 宮本貫太 別宗裕太 安納透也 内山仁 駒沢直哉 小林大佑 内藤誠吾 藤田隼矢 佐々木楓 |               |                              |  |

| 2018年10月1日 | 山口県        | 1 - 3          | 大阪府                                | 三国運動公園 人工芝グラウンド |  |
| 14:00         | 松原翔太 11分 | 公式記録 (PDF) | 吉田有志 18分, 70+1分 · 荻野元伸 23分 | 観客数: 266人 主審: 加藤正和  |  |

#### 準々決勝
| 2018年10月2日 | 佐賀県 | 0 - 1          | 千葉県        | 三国運動公園 陸上競技場      |  |
| 11:00         |        | 公式記録 (PDF) | 田村蒼生 68分 | 観客数: 220人 主審: 船橋昭次 |  |

| 2018年10月2日 | 埼玉県                          | 2 - 1          | 福島県      | テクノポート福井総合公園 芝生広場 |  |
| 11:00         | 中山昂大 17分 · 須藤直輝 70+3分 | 公式記録 (PDF) | 木村快 46分 | 観客数: 143人 主審: 宇田川恭弘    |  |

| 2018年10月2日 | 青森県                                          | 3 - 0          | 茨城県 | 三国運動公園 陸上競技場      |  |
| 13:00         | 内間隼介 30分 · 藤原優大 60分 · 安斎颯馬 70+1分 | 公式記録 (PDF) |        | 観客数: 180人 主審: 原田大輔 |  |

| 20 2018年10月2日 | 石川県              | 2 - 1          | 大阪府        | テクノポート福井総合公園 芝生広場 |  |
| 13:00            | 駒沢直哉 30分, 39分 | 公式記録 (PDF) | 吉田有志 23分 | 観客数: 186人 主審: 長峯滉希      |  |

#### 準決勝
| 21 2018年10月3日 | 千葉県    | 1 - 3          | 埼玉県                                          | 三国運動公園 陸上競技場      |  |
| 11:00            | 66分 (OG) | 公式記録 (PDF) | 須藤直輝 65分 · 柴山昌也 68分 · 中山昂大 70+5分 | 観客数: 356人 主審: 竹長泰彦 |  |

| 22 2018年10月3日 | 青森県        | 1 - 2          | 石川県                   | 三国運動公園 陸上競技場      |  |
| 13:00            | 藤原優大 16分 | 公式記録 (PDF) | 駒沢直哉 20分 (PK), 66分 | 観客数: 386人 主審: 加藤正和 |  |

#### 3位決定戦
| 23 2018年10月4日                                      | 千葉県 | 0 - 0 (5 - 4 PK戦)                                  | 青森県 | テクノポート福井総合公園 スタジアム |  |
| 11:01                                                 |        | 公式記録 (PDF)                                      |        | 観客数: 388人 主審: 上田隆生        |  |
|                                                       |        | PK戦                                                |        |                                     |  |
| 清水勇貴 前田大地 宇賀凜 佐久間賢飛 藤本隼斗 齋藤騎斗 |        | 安斎颯馬 藤原優大 松木玖生 粟津瑠来 内田陽介 鈴木遼 |        |                                     |  |

#### 決勝
| #24 | 2018年10月4日 13:30 |

| 埼玉県        | 1 - 0          | 石川県 |
| 大澤朋也 51分 | 公式記録 (PDF) |        |

| テクノポート福井総合公園 スタジアム 観客数: 1,166人 主審: 植松健太朗 |